# قضاء كوثى
قضاء كوثى هو أحد الأقضية التابعة لمحافظة بابل في العراق، مركزه ناحية جبلة، وتبلغ مساحته 874 كم2 وعدد نفوس المدينة حوالي 135,902 نسمة، يشتهر القضاء بزراعة الخضراوات والفواكة والتمور ويضم مشاريع إروائية كبيرة وفي مقدمتها مشروع المسيب، كان هناك مقترح أكاديمي لارجاع أسم المدينة إلى «جبلة» لانه اسمها الحقيقي والمعروف عند الناس وهو الوحيد الذي يدل عليها بالتحديد.

## التسمية
کوثى: بالضم ثم السكون، والثاء مثلثة، والف مقصورة، وفي اللغة: كوث الزرع تكويثا إذا صار اربع ورقات وخمس ورقات وهو الكوث. وهي من المدن الاثرية في منطقة اكد السامية، وتعرف اطلالها اليوم (تل إبراهيم).
جاءت تسمية المدينة من المجرى الشرقي القديم المعروف بمجرى كوثى الذي يسير بمحاذاة نهر دجلة.

## الموقع
تقع شرق مدينة المسيب على بعد حوالي 30 كم، وعلى بعد 50 كم شمال شرق محافظة بابل، وعلى بعد أقل من 2 كم من مركز ناحية المشروع التابعة لمحافظة بابل.

## الاقتصاد
تعتبر اراضي مدينة الكوثى (جبلة) من الأراضي الخصبة، والجيدة في زراعة الحنطة والشعير والذرة ومختلف المحاصيل الأخرى، وايضاً تكثر فيها أشجار النخيل والحمضيات، وهي مصدر رزق لبعض من سكانها، كانت تعاني المدينة من إهمال وخاصة في مشاريع الري في زمن سابق، لكن بعد ما تم تشييد مشروع ري المسيب الذي اعطى الحياة للمدينة، بعدما كانت سابقاً تعتمد على نهر صغير قادم من مدينة اللطيفية، يسمى نهر نعمة الرشيد، والد الشيخ عدنان الجنابي شيخ عشيرة الجنابيين، الذي قدم المساعدة في ذلك الوقت بهدف استصلاح الأراضي الزراعية، وتقديم فرص عمل للفلاحين.

## المقاطعات

الخارطة الادارية

تحتوي المدينة على أحياء سكنية ومقاطعات زراعية وهي:
- جبلة
- الصمود
- الهلالي
- زبيدي
- الرشايد
- عجرش
- العكير
- الخربانة
- قرية الإمام
- الحيدري
- دليمي
- الحميري
- أبو شعير
- ميحلة الثانية